# Northeast Arm (Holland Harbour)
Northeast Arm – zatoka (arm) zatoki Holland Harbour w kanadyjskiej prowincji Nowa Szkocja, w hrabstwie Guysborough; nazwa urzędowo zatwierdzona 19 maja 1976.